# Leptodactylus chaquensis
Espèce
Synonymes
- Leptodactylus ocellatus var. typica Cei, 1948

Statut de conservation UICN

 LC  : Préoccupation mineure
Leptodactylus chaquensis est une espèce d'amphibiens de la famille des Leptodactylidae.

## Répartition
Cette espèce se rencontre entre le niveau de la mer et 1 000 m d'altitude, :
- en Argentine dans les provinces de Córdoba, Chaco, Corrientes, Entre Ríos, Formosa, Jujuy, Salta, Santiago del Estero, Santa Fe et Tucumán ;
- en Uruguay dans les départements de Artigas et Salto ;
- au Paraguay ;
- dans l'est de la Bolivie ;
- au Brésil dans les États d'Acre, du Rondônia, du Mato Grosso, du Mato Grosso do Sul, du Minas Gerais, de São Paulo, du Rio Grande do Sul et du Paraná.

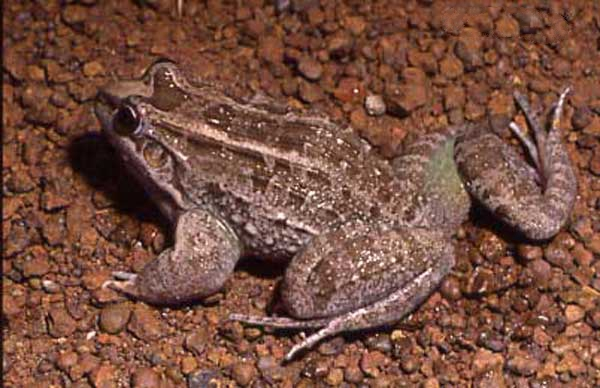
Leptodactylus chaquensis

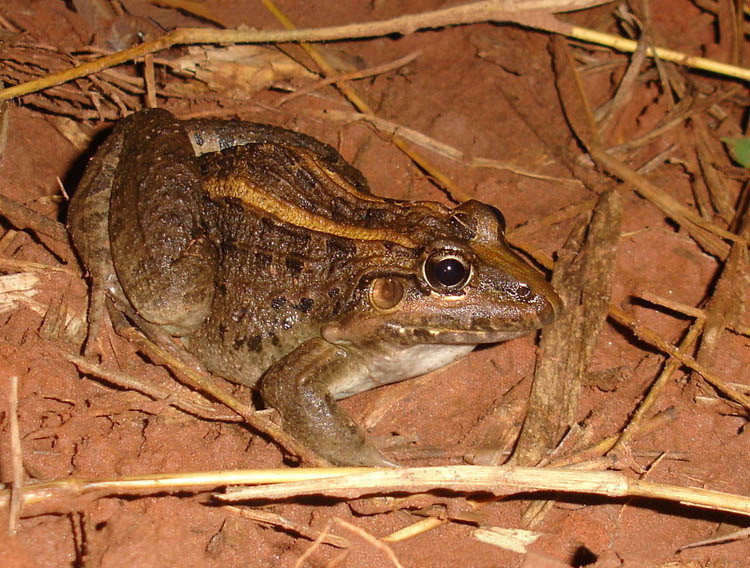
Leptodactylus chaquensis

## Étymologie
Son nom d'espèce, composé de chaqu(i) et du suffixe latin -ensis, « qui vit dans, qui habite », lui a été donné en référence au lieu de sa découverte, la région du Gran Chaco.

## Publication originale
- Cei, 1950 : Leptodactylus chaquensis n. sp. y el valor sistematico real de la especie linneana Leptodactylus ocellatus en la Argentina.  Acta Zoologica Lilloana, vol. 9, p. 395-423.